# Any sideri

Esquema any sideri

Un any sideri és el temps que necessita el Sol per tornar a la mateixa posició respecte a les estrelles. Un any sideri comença en el moment en què el Sol, la Terra i un estel llunyà estan en línia recta, i acaba quan -després de fer una volta al Sol- els mateixos tres astres tornen a estar alineats.
Un any sideri dura 365,2564 dies solars mitjans durant l'època J2000.0.
L'any sideri és diferent de l'any tròpic (interval entre dues passades consecutives del Sol per l’equinocci de primavera). A causa de la precessió dels equinoccis, l’any tròpic és 20 minuts i 24 segons més curt que l’any sideri.
L'any sideri és 20 minuts i 24.5 segons més llarg que l'any tròpic mitja per l'època J2000.0 (365.242189 dies). Per entendre aquesta diferència cal tenir en compte la precessió dels equinoccis. Quan es parla d'un solstici o equinocci, es parla del punt de l'òrbita terrestre on l'eix de rotació de la Terra s'alinea o se situa perpendicularment a la línia imaginària Terra-Sol. Un d'aquests punts, l'equinocci vernal, és la referència per l'any tròpic. Si l'eix de rotació de la Terra sempre apuntés en la mateixa direcció, l'any tròpic i l'any sideri durarien el mateix. Però aquest eix, donada la precessió dels equinoccis, fa una volta sobre la perpendicular a l'eclíptica cada 26.000 anys.
Per aquest motiu, l'any tròpic és una mica mes curt que l'any sideri. Quan ha passat un any tròpic, la recta imaginària Terra-Sol no apunta cap al mateix punt perquè l'eix ha fet una part del gir de la precessió. L'any sideri es basa en l'alineació del Sol amb un mateix punt de referència (la mateixa estrella) i, per tant, no està afectat pel desplaçament de l'eix de la Terra.